# Pivovar Jihlava

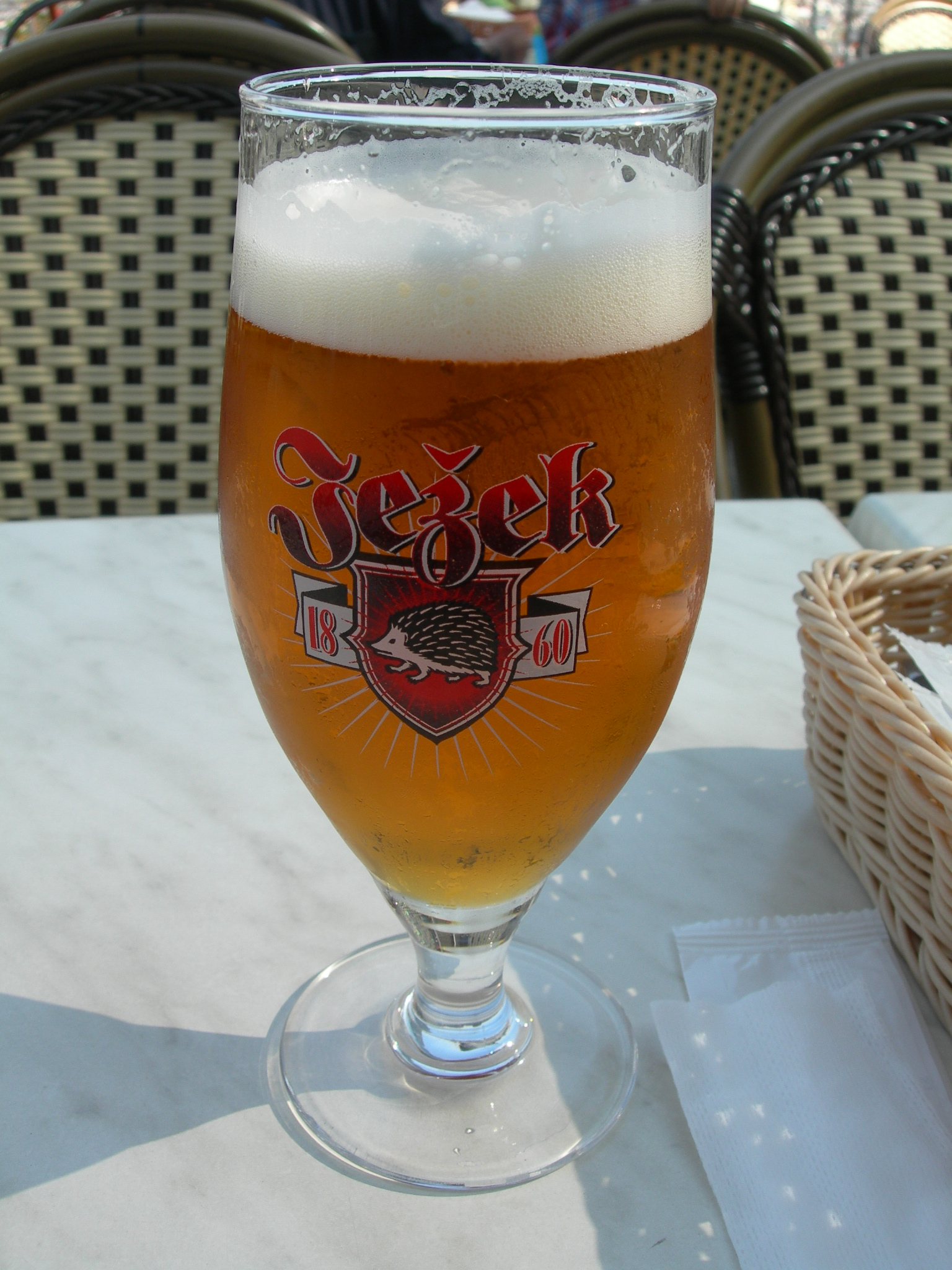
Ježek - Jeż symbol browaru

Pivovar Jihlava (popularnie nazywany Ježek) – browar znajdujący się w czeskim mieście Igława.

## Historia
Tradycja warzenia piwa sięga średniowiecza – najstarszy znany dokument pochodzi z XIV wieku, w którym cesarz Karol IV Luksemburski zakazał jego produkcji na okolicznych wsiach. W czasach Marii Teresy warzono chmielowy trunek aż w 123 domach. Później ich liczba stopniowo spadała, aby na początku XIX wieku skupić się w czterech małych browarach.
W 1859 roku miejscowi słodownicy, skupieni w Iglauer Mälzerschaft, zdecydowali o utworzeniu jednego, dużego zakładu, który ostatecznie otwarto 4 kwietnia 1861 roku. Od czasu powstania do 1945 roku znajdował się w rękach igławskich Niemców. Następnie otrzymał czeskich właścicieli, a w 1948 roku nastąpiła nacjonalizacja. Początkowo włączono go do państwowego przedsiębiorstwa Horácké pivovary Jihlava, a po 1960 zastąpiły go Jihomoravské pivovary Brno.
W 1990 roku browar stał się samodzielną firmą, którą pięć lat później sprywatyzowano. Kupiła go Austriacy z Brauerei Zwetler Karl Schwarz GmbH - zakład unowocześniono, ale jednocześnie zmniejszono produkcję i nastąpił spadek popularności igławskiego piwa, wskutek pogorszenia jego jakości. Browar znajdował się na granicy bankructwa - w 2001 kolejnym właścicielem został belgijski Bockhold. Nowi gospodarze przeorientowali produkcję na tanie piwa do Belgii, Austrii i Niemiec.
Dopiero, gdy w 2008 roku zakład zakupił koncern K Brewery (przemianowany później na Pivovary Lobkowicz), rozpoczęto akcję powrotu do tradycji: wrócono do receptur sprzed 1989 roku, zaprojektowano nowe logo nawiązującego do tego z czasów sprzed prywatyzacji, a piwa z powrotem trafiły do miejscowych lokalów.

## Współczesność
Symbolem browaru jest jeż (nawiązujący do herbu Igławy). Zakład sponsoruje klub hokejowy HC Dukla Jihlava.

## Produkty
W Igławie warzy się piwo dolnej fermentacji typu pilzneńskiego:
- Šenkovní 10° (4,4% alkoholu) – piwo jasne beczkowe (světlé výčepní),
- Ježek 11° (4,8% alkoholu) – piwo jasne lager (světlý ležák),
- Telčský Zachariáš 14° (6,1% alkoholu) – piwo jasne specjalne (světlý speciál),
- Jihlavský grand 18° (8,0% alkoholu) – piwo jasne specjalne (světlý speciál),
- Pivoj (4,2% alkoholu) – piwo jasne beczkowe (světlé výčepní)
- Linie (4,0% obj.) – piwo jasne beczkowe (světlé výčepní).

Ježek, Telčský Zachariáš i Jihlavský grand zdobyły od 2010 roku kilka nagród na konkursach piwnych.
Browar prowadzi też własną restaurację, w której serwuje piwo, dostępne tylko w tym miejscu (np. pszeniczne).